# Stanislav Müller
Stanislav Müller (* 17. září 1971) je český výtvarník. Vystudoval VŠUP u profesora Vladimíra Kopeckého. Je autorem zrcadlové postavy Mirror Man.

## Mirror Man

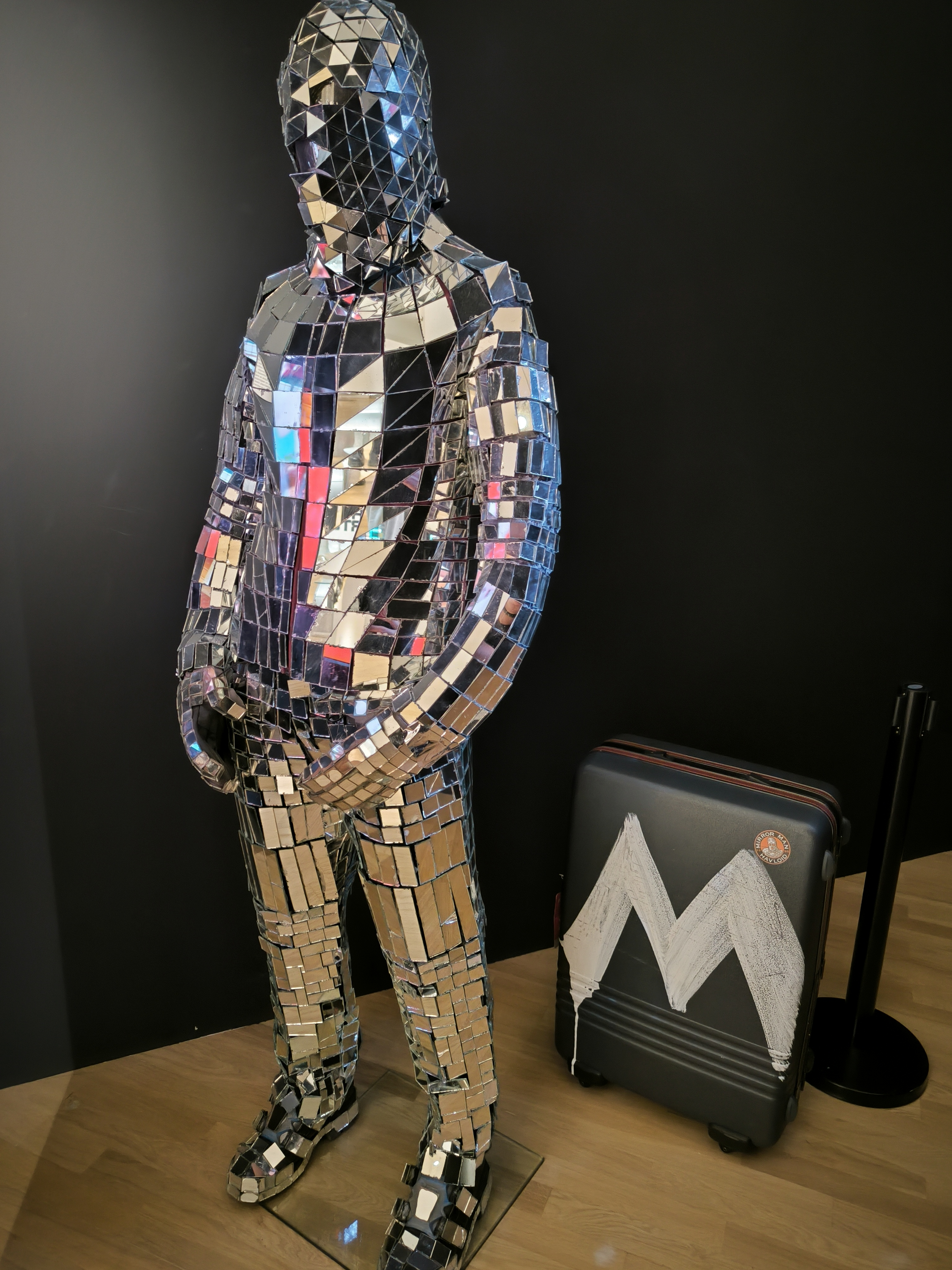
Kostým Mirror Mana na výstavě Made by Fire, Uměleckoprůmyslové muzeum v Brně.

Mirror Man je zrcadlová postava, kterou tvoří originální zrcadlové kombinézy a obleky pod označením Mirror Man, které existují od roku 1995 v pěti variantách včetně různých doplňků. Každá se skládá z 2 až 5 tisíc zrcadlových geometrických ploch různých rozměrů a tvarů, pokrývající celou postavu Mirror Mana. V roce 2014 vznikla již pátá verze Mirror Mana vizuálně vychází z geometrie šestiúhelníku. Tento tvar opakující se v ploše umožňuje zároveň pohyb v ohybu všemi směry. Hexagon je v tradiční japonské kultuře užíván jako dekorativní prvek rodový znak Současný Mirror Man (hexagon) obsahuje 2600 kousků zrcadel síly 2mm, celkový oblek váží 25 kg bez dalších "propriet" (např. poutnická hůl, farmářský klobouk nebo kufr.)
Mirror Man vznikl v roce 1995 v Teplicích. Následující rok se uskutečnil první, veřejný vstup Mirror Mana do reálného prostředí - procházka s přáteli v rodném městě. V roce 1997 byl Mirror Man prezentován v rámci diplomové práce Stanislava Müllera na VŠUP v Praze v ateliéru skla Prof. Vladimíra Kopeckého a to formou videoinstalace. Od roku 1996 až do současnosti jsou veškeré aktivity v rámci projektu dokumentovány na video, digitální fotografii a další média, Radkou Müllerovou (Tomodachi2015).
Podstatou projektu je reálná (opravdová, skleněná) zrcadlová postava vytvořena za účelem asimilace - začlenění virtuální postavy reflektující reálné prostředí do života. Postava vznikla z podnětů a vlivů spektakulárních společenských jevů, které charakterizuje nadprodukce luxusu. Vizualizace, inspirace a materializace světla, jako zdroje umění a života člověka ve společnosti. Nutno podotknout, že Mirror Man neimituje žádnou z komiksových postav.
Mirror Man přirozeně prochází různými prostředími a situacemi, je skutečným člověkem, chová se přirozeně a snaží se "splynout s prostředím", zapadnout. Kromě neohlášených, spontánních výstupů Mirror Man spolupracoval s různými umělci a objevil se na mnoha mezinárodních výstavách a uměleckých festivalech po Evropě i jinde ve světě, v rámci uměleckých, komerčních i alternativních aktivit.
Od roku 2012 je původní Mirror Man aktivní v Japonsku. Projekt Mirror Man je po roce 2000 (hlavně po performance na Pražském Quadriennale scénografie a divadelního prostoru na největší světové akci, která zkoumá oblast scénografie v celé její šíři – od scénického umění, přes kostýmní, světelný a zvukový design až po nové scénografické přístupy, jako site specific, aplikovanou scénografii, pouliční performance, kostým jako performance a mnohé další. ) mezinárodně aktivní v různých podobách, díky dalším nezávislým autorům a napodobitelům. Mirror Man/Stanislav Müller přišel i k prezidentským volbám.